# الکساندر نیسمیانوف
الکساندر نیکلایویچ نیسمیانوف (به روسی: Александр Николаевич Несмеянов) (زاده ۹ سپتامبر ۱۸۹۹ در مسکو– درگذشته ۱۷ ژانویه ۱۹۸۰ در مسکو) شیمی‌دان و آکادمیسین برجسته اهل اتحاد جماهیر شوروی سوسیالیستی که در شیمی آلی فلزی تخصص داشت. او درجه خود در علم شیمی را در دانشگاه دولتی مسکو بدست آورد، جایی که وی پس ازآن مدرس، استاد و در نهایت ریاست را بر عهده گرفت. وی رئیس آکادمی علوم روسیه در بین سال‌های ۱۹۵۱ تا ۱۹۶۱ بود و در بین سال‌های ۱۹۴۸ تا ۱۹۵۱ ریاست دانشگاه دولتی مسکو را بر عهده داشت.